# László Kuncz
László Kuncz (* 29. Juli 1957 in Budapest; † 6. Dezember 2020) war ein ungarischer Wasserballspieler.

## Biografie
László Kuncz gewann mit der Ungarischen Nationalmannschaft bei den Olympischen Spielen 1980 die Bronzemedaille.
Des Weiteren gewann er mit der Nationalmannschaft Bronze bei der Wasserball-Europameisterschaft 1981 und zwei Jahre später die Silbermedaille. Ebenfalls Silber gewann Kuncz bei der Wasserball-Weltmeisterschaft 1982.